# Listă de băuturi alcoolice

## Băuturi alcoolice după cantitatea de alcool conținută
Detalii despre cantități obișnuite de alcool conținute în băuturi diferite pot fi găsite în articolele despre ele.
| Băutură                                             | Grade (ori procente) de alcool obișnuite din volum | Minimum | Maximum |
| --------------------------------------------------- | --- | ------- | ------- |
| Suc de fructe (apare natural)                       | 0–0,86%. Sunt tratate ca băuturi fără alcool în cele mai multe țări (cele mai multe sucuri n-au alcool, dar portocalele sau strugurii [nivelul maxim de aici] ar putea avea ceva, din prima fază a fermentării) | 0       | 0,86    |
| Bere fără alcool                                    | 0,05–1,2% (adeseori nu-i văzută ca alcoolică, din punct de vedere legal) Totuși, sub 2,5% în Finlanda și sub 2,25% în Suedia.                                                                                   | 0,05    | 1,02    |
| Cvas                                                | 0,05–1,5% | 0,05    | 1,5     |
| Chefir                                              | 0,2–2% | 0,2     | 2       |
| Kombucha                                            | 0,5–1,5% | 0,5     | 1,5     |
| Cumâs                                               | 0,7-4,5% (adeseori 0,7-2,5%) | 0,7     | 4,5     |
| Bragă                                               | 1% | 1       | 1       |
| Chicha                                              | 1–11% (adeseori 1–6%) | 1       | 11      |
| Tubâ                                                | 2–4% | 2       | 4       |
| Chūhai                                              | 3–12% (adeseori 3–8%) | 3       | 12      |
| Bere                                                | (adeseori 4–6%) | 2       | 10      |
| Cidru                                               | (adeseori 4–8%) | 4       | 8       |
| Vin de palmier                                      | 4-6% | 4       | 6       |
| Prémix                                              | 4–17,5% | 4       | 17,5    |
| Lichior din malț                                    | 5% | 5       | 5       |
| Apă spumoasă alcoolizată                            | 5% | 5       | 5       |
| Four Loko                                           | 6–14% | 6       | 14      |
| Makgeolli                                           | 6,5–7% | 6,5     | 7       |
| Kuchikamizake                                       | 7% | 7       | 7       |
| Vin din orz (bere englezească tare)                 | 8–15% | 8       | 15      |
| Hidromel                                            | 8–16% | 8       | 16      |
| Vin                                                 | 5,5–16% (de obicei 12,5–14,5%) | 5,5     | 16      |
| Bahalina                                            | 10–13% | 10,5    | 13      |
| Basi                                                | 10–16% | 10      | 16      |
| Vin bignay                                          | 12–13% | 12      | 13      |
| Vin Duhat                                           | 12–13% | 12      | 13      |
| Tapuy                                               | 14–19% | 14      | 19      |
| Kilju                                               | 15–17% | 15      | 17      |
| Vin pentru desert                                   | 14–25% | 14      | 25      |
| Sake                                                | 15% (sau 18–20% dacă nu e diluat înainte de îmbuteliere) | 15      | 20      |
| Lichior                                             | 15–55% | 15      | 55      |
| Vin tare                                            | 15,5–20% (în Uniunea Europeană, 15–22%) | 15,5    | 22      |
| Soju                                                | 14–45% (adeseori 17%) | 14      | 45      |
| Vin din orez                                        | 18–25% | 18      | 25      |
| Shochu                                              | 25–45% (adeseori 25%) | 25      | 45      |
| Rượu đế                                             | 27–45% (adeseori 35% – mai puțin Ruou tam-ul – 40-45%) | 27      | 45      |
| Biter                                               | 28–45% | 28      | 45      |
| Applejack                                           | 30–40% | 30      | 40      |
| Pisco                                               | 30–48% | 30      | 48      |
| Țuică                                               | 30–65% (adeseori 35–55%) | 30      | 65      |
| Mezcal, tequila                                     | 32–60% (adeseori 40%) | 32      | 60      |
| Vodcă                                               | 35–95% (adeseori 40%, minimum de 37,5% în Uniunea Europeană) | 35      | 95      |
| Rom                                                 | 37,5–80% (adeseori 40%) | 37,5    | 80      |
| Vinars                                              | 35–60% (adeseori 40%) | 35      | 60      |
| Grappa                                              | 37,5–60% | 37,5    | 60      |
| Ouzo                                                | 37,5% | 37,5    | 37,5    |
| Gin                                                 | 37,5–50% | 37,5    | 50      |
| Pălincă                                             | 37,5–86% (adeseori 52%) | 37,5    | 86      |
| Cachaça                                             | 38–48% | 38      | 48      |
| Sotol                                               | 38–60% | 38      | 60      |
| Stroh                                               | 38–80% | 38      | 80      |
| Fernet                                              | 39–45% | 39      | 45      |
| Lambanog                                            | 40–45% | 40      | 45      |
| Nalewka                                             | 40–45% | 40      | 45      |
| Tsipouro                                            | 40–45% | 40      | 45      |
| Rachiu                                              | 40–65% | 40      | 65      |
| Scotch whisky                                       | 40–63,5% | 40      | 63,5    |
| Whisky                                              | 40–68% (adeseori 40%, 43% sau 46%) | 40      | 68      |
| Baijiu                                              | 40–65% | 40      | 65      |
| Ciacia                                              | 40–70% | 40      | 70      |
| whiskey Bourbon                                     | min. 40% îmbuteliat, 43%, 50%, max. 62,5% îmbuteliat, max. 80% distilat | 40      | 80      |
| Răchie (băutură din Europa Centrală ori de Sud-Est) | 42–86% | 42      | 86      |
| Maotai                                              | 43–53% | 43      | 53      |
| Absint                                              | 45–89,9% | 45      | 89,9    |
| Arak                                                | 60–65% | 60      | 65      |
| Oghi                                                | 60–75% | 60      | 75      |
| Poitín                                              | 60–95% | 60      | 95      |
| Centerbe (lichior din ierburi aromatice)            | 70% | 70      | 70      |
| Alcool neutru                                       | 85–95%, până la limita practică de 97,2% | 85      | 97,2    |
| Cocoroco                                            | 93–96% | 93      | 96      |

## Alte băuturi alcoolice
- Afinată
- Brandy
- Cocteil
- Coniac
- Divin
- Mastică
- Sake
- Stroh
- Șampanie
- Șliboviță
- Șnaps
- Vermut
- Vișinată
- Zmeurată